# Muzimes brodskyi
Muzimes brodskyi es una especie de coleóptero de la familia Meloidae.

## Distribución geográfica
Habita en Armenia.